# Darian Males
Darian Males (ur. 3 maja 2001 w Lucernie) – szwajcarski piłkarz serbskiego pochodzenia występujący na pozycji pomocnika w szwajcarskim klubie BSC Young Boys oraz w reprezentacji Szwajcarii do lat 21. Wychowanek FC Luzern, w trakcie swojej kariery grał także w Genoi.

## Kariera klubowa
16 września 2020 podpisał pięcioletni kontrakt z Interem Mediolan. Po 9 dniach klub ogłosił, że Males został wypożyczony na poł roku do Genoa. 15 lutego 2021 został ponownie wypożyczony na poł roku, tym razem do szwajcarskiego FC Basel. Pod koniec sezonu Males powrócił do Interu Mediolan. Jednakże, 9 lipca FC Basel ponownie wypożyczył zawodnika na dwa lata z opcją wykupu. Szwajcarski klub nie zdecydował się na kupno zawodnika, więc w 2023 roku Males powrócił do Interu po rozegranych w sumie 106 meczach i zdobyciu 20 bramek w barwach FC Basel.
20 lipca 2023 Darian Males podpisał kontrakt ze szwajcarskim klubem BSC Young Boys, obowiązujący do końca czerwca 2027.